# Thalassodrilus bicki
Thalassodrilus bicki är en ringmaskart som beskrevs av Erséus 1994. Thalassodrilus bicki ingår i släktet Thalassodrilus och familjen glattmaskar. Inga underarter finns listade i Catalogue of Life.